# William Stevens (écrivain)
William Stevens (2 mars 1732 - 7 février 1807) est un bonnetier anglais et écrivain laïc sur des sujets religieux du point de vue de la Haute Église, biographe et éditeur des œuvres de William Jones de Nayland.

## Biographie
Né dans la paroisse de St. Saviour's, Southwark, il est fils d'un commerçant. Sa mère est la sœur du Rév. Samuel Horne d'Otham, Kent. Il fait ses études à Maidstone avec son cousin, George Horne, plus tard évêque de Norwich. En août 1746, il est apprenti chez un bonnetier de Old Broad Street nommé Hookham, dont il devient plus tard l'associé. La fille de Hookham épouse John Frere et est la mère de John Hookham Frere. Après la mort de Hookham, Stevens devient l'associé principal, mais en 1801, il abandonne la plupart de ses parts dans l'entreprise et, quelques années plus tard, il prend complètement sa retraite.
Stevens s'identifie au clergé qui reconnait William Jones de Nayland comme leur chef. Il se joint à Jones et à d'autres pour former une « Société pour la réforme des principes », afin de contrer l'influence de la Révolution française. La société publie une collection de tracts pour le jeune clergé et créé le British Critic, un journal trimestriel .
Stevens est pendant de nombreuses années trésorier de Queen Anne's Bounty, soutient le travail des sociétés ecclésiastiques et s'intéresse à la position de l'église épiscopale en Écosse. Stevens est mort dans sa maison de Old Broad Street et est enterré dans le cimetière d'Otham. Il laisse la majeure partie de sa propriété à son cousin, William Horne, le recteur d'Otham .

## Œuvres
Stevens acquiert une bonne connaissance du français, de l'hébreu et des classiques. Son intérêt principal porte sur la théologie. Il entretient une correspondance avec l'évêque George Horne et suggère le plan que Horne utilise plus tard dans ses Lettres sur l'infidélité, qui sont dédiées à Stevens. À la mort de Horne, Stevens publie trois volumes de ses sermons et fournit à William Jones de Nayland des matériaux pour la biographie de Horne par Jones .
En 1772, Stevens écrit Une nouvelle et fidèle traduction des lettres de M. l'Abbé de ——, professeur d'hébreu à l'Université de ——, au Rév. Benjamin Kennicott . Dans cette brochure anonyme, il poursuit l'attaque de Horne contre le projet de Benjamin Kennicott d'un texte hébreu révisé de l'Ancien Testament. L'année suivante, il publie, en opposition à l'effort récent pour se débarrasser de la référence aux trente-neuf articles, Essai sur la nature et la constitution de l'Église chrétienne, où sont exposées la forme de son gouvernement, l'étendue de son pouvoirs, et les limites de notre obéissance, par un Laïc. Une nouvelle édition de 'Essay' de Stevens parait en 1799, et elle est rééditée par le SPCK dans le vol. iv. de leurs "Religious Tracts" en 1800, en 1807 et en 1833.
En 1776, Stevens publie A Discourse on the English Revolution, extrait d'un écrivain tardif éminent, et appliqué à l'époque actuelle et l'année suivante attaque Richard Watson, dans les restrictions sur un sermon intitulé les principes de la révolution revendiqués. En 1795, Jones dédie à Stevens sa Vie de l'évêque Horne. En 1800, dans un examen de l'examen d'une nouvelle préface à la deuxième édition de la vie de M. Jones de l'évêque Horne, Stevens défend son cousin d'une attaque dans le British Critic. Il est signé "Ain" (en hébreu pour "Personne") et suggère le titre d'une collection de brochures de Stevens publiée en 1805 sous le nom d'Oudenos erga, Nobody's Works. Un club est également fondé en son honneur sous le nom de « Nobody's Friends » vers 1800. Il se réunit trois fois par an. Sir Richard Richards en est le premier président et il comprend des ecclésiastiques, des avocats et des médecins bien connus .
La publication finale de Stevens est son édition des œuvres de William Jones publiée en 1801 en douze volumes in-octavo. Elle est précédée d'une vie de Jones dans le style d'Izaac Walton (dont une partie est déjà paru dans l'Anti-Jacobin Review). Daniel Wray décrit Stevens comme "un conservateur de l'ancien timbre Filmer " .